# یختن
یَختَن جماعت و شهرکی در شمال غربی تاجیکستان است که در ناحیهٔ غانچی ولایت سغد قرار دارد.